# La Soledad (Zamora)
Pour les articles homonymes, voir La Soledad.
La Soledad est la capitale de la paroisse civile de La Soledad de la municipalité de Zamora de l'État de Falcón au Venezuela.